# Martha Karua
Martha Wangari Karua, née le 22 septembre 1957 dans le comté de Kirinyaga, est une femme politique et juriste kényane. Elle est ministre de la Justice du 7 décembre 2005 à 2009.
Redevenue député, elle se présente à l'élection présidentielle de 2013, et se place à la sixième place sur les huit candidats du premier tour. Elle a été soupçonnée d'avoir reçu des financements de la firme British American Tobacco contre des avantages concurrentiels, une affaire d'autant plus sensible qu'elle se positionne sur la scène politique comme une candidate anti-corruption.
En 2022, elle est candidate à la vice-présidence lors de la nouvelle élection présidentielle.

## Enfance
Elle est née le 22 septembre 1957 dans le comté de Kirinyaga de la province centrale du Kenya. Ses parents étaient Jackson Karue et Martha Karua.
Elle est élevée dans le village de Kimunye, dans le Gichugu. Elle est la deuxième d'une famille de 8 enfants : 4 garçons et 4 filles,.
Après avoir validé ses études primaires et secondaires, elle étudie le droit à l'université de Nairobi, de 1977 à 1980. Elle rentre en 1981 à la Kenya School of Law (en), prérequis pour devenir avocat.

## Vie professionnelle (1981 – 2002)
Après avoir été diplômée, elle devient magistrate de 1981 à 1987, à Makadara, Nakuru et Kibera. Elle est remarquée pour son sens du discernement. En 1987, elle crée son propre cabinet d'avocat, Martha Karua & Co. Advocates, qu'elle dirige jusqu'en 2002. Parmi ses affaires notables, on peut noter le procès pour trahison de Koigi wa Wamwere (en), et celui du député Mirugi Kariuki,. Au risque de s'attirer les foudres du gouvernement de Daniel Arap Moi, elle défend des militants des droits de l'homme. Elle a contribué à l'évolution du droit familial, particulièrement la propriété matrimoniale.

## Carrière politique

### 1990 – 2002
Karua était membre des mouvements de l'opposition politique qui ont conduit à la réintroduction du multipartisme au début des années 1990. Le Kenya était alors gouverné par le Kenya African National Union (KANU), parti unique dirigé par le président Daniel Arap Moi.
Martha Karua rejoint le parti Ford-Asili de Kenneth Matiba (en), mais échoue à être choisie pour se présenter aux élections, éclipsée par Geoffrey Kareithi, un homme politique riche et influent. Elle se voit alors proposer l'investiture du parti démocratique (DP), et remporte les élections de 1992 sous cette étiquette. Elle devient alors la première femme à être élue au parlement du Kenya. Elle est chargée des affaires légales du parti démocratique de 1992 à 1997.
En 2003, elle fait partie de la National Rainbow Coalition (NARC) qui gagne les élections et met fin à quarante ans de gouvernement KANU au Kenya.

### De 2003 à mars 2009
De 2003 au 6 avril 2009, elle est ministre de la Justice, de la Cohésion nationale et des Affaires constitutionnelles. Elle sert aussi dans la gestion des ressources en eau, et contribue à la mise en place du Water Act de 2002, qui accélère la mise en place des réformes portant sur l'accès à l'eau,.
Karua reste au ministère de la justice et des affaires constitutionnelles le 8 janvier 2008, après les élections contestées de décembre 2007. Lors d'une interview avec la BBC en janvier 2008, elle qualifie les violences de la crise de 2007-2008 de « nettoyage ethnique » et accuse Raila Odinga, de l'Orange Democratic Movement. Ce dernier réfute ces accusations,. Karua mène les négociations avec l'opposition pour régler le conflit post-électoral. Kibaki et Odinga s'accordent finalement sur le partage du pouvoir, et le 13 avril 2008, Karua est reconduite au ministère de la Justice, de la Cohésion nationale et des Affaires constitutionnelles dans un gouvernement d'unité nationale,.
Elle devient porte-parole du NARC-Kenya (en) le 15 novembre 2008, et déclare immédiatement après vouloir se présenter à l'élection présidentielle kényane de 2012.
Martha Karua présente sa démission du ministère le 6 avril 2009, citant notamment des frustrations et une usurpation de ses prérogatives. Le président Mwai Kibaki a ainsi nommé des juges sans qu'elle le sache. Elle déclare : « J'ai décidé de démissionner en raison des frustrations dont je vous ai parlées. J'ai réalisé que je ne pouvais mettre en place des réformes dans mon ministère car on sape mon autorité. Des juges sont nommés sans que j'en sois informée et bien plus encore ». Par ailleurs, des députés voulaient déposer contre elle une motion de censure pour avoir, selon eux, échoué à lutter efficacement contre la corruption et à mettre en place des réformes du système judiciaire. Elle est la première ministre à partir volontairement depuis 2003.

### Élection présidentielle de 2013
Elle se présente à l'élection de 2013 sous l'étiquette NARC-Kenya. Elle termine sixième de 8 candidats avec 43 881 votes, soit 0,38 % des voix.

### Après 2013
Lors de la visite de Barack Obama au Kenya en 2015, elle fait partie des représentants de l'opposition rencontrés par le président américain.
En décembre 2015, Karua reconnaît avoir reçu plusieurs millions de livres par la British American Tobacco, pour le financement de sa campagne présidentielle. Elle déclare qu'elle croyait que la contribution de Paul Hopkins, employé de la BAT, était faite à titre personnel. Cette somme avait été perçue par l'intermédiaire de Mary M'Mukindia, directrice de campagne de Karua. Aucune charge n'a été retenue contre elle dans cette affaire, qui contraste avec sa réputation d'incorruptibilité.
Elle s'éclipse quelque temps de la vie politique, puis revient sur le devant de la scène pour l'élection de 2017. Son principal rival devrait être le président sortant Uhuru Kenyatta. Karua est candidate au poste de gouverneur du comté de Kirinyaga et perd face à Anne Waiguru (en).
Elle est choisie comme colistière de Raila Odinga pour l'élection présidentielle de 2022, l'un des deux candidats majeurs à cette élection. « L'opportunité que j'ai n'est pas seulement pour moi », indique-t-elle, « c'est pour les femmes du Kenya ». Odinga obtient 48,4 % des voix au premier tour, battu par William Ruto.
Karua est candidate à l'élection présidentielle de 2027.
En mai 2025, Karua défend l'opposant ougandais Kizza Besigye, poursuivi en Ouganda pour « haute trahison »,. Le même mois, elle se rend en Tanzanie pour assister au procès de l'opposant Tundu Lissu, poursuivi pour « trahison » mais est refoulée à son arrivée à l'aéroport de Dar es Salaam. Elle accuse les autorités tanzaniennes de « détourner la loi pour emprisonner le principal opposant ».

## Ladame de fer
Karua porte l'image d'une dame de fer (Iron Lady) dotée d'une forte détermination. Elle est ainsi partie lors d'un discours du président Moi en signe de défiance, alors qu'il dirigeait le pays d'une main de fer,.
Elle a été une militante de la démocratie et des droits des femmes, notamment au sein de l'association International Federation of Women Lawyers (FIDA) et de la League of Kenya Women Voters (ligue des électrices kényanes),.
En février 2009, alors qu'elle était ministre de la justice, elle a ainsi participé à un débat houleux avec le ministre de l'agriculture William Ruto, en présence du président, en raison d'un scandale sur une vente illégale de maïs.

## Récompenses
En 1991, elle se voit décerner une récompense par l'organisation Human Rights Watch[réf. nécessaire].
En décembre 1995, la Federation of Kenya Women Lawyers (FIDA, fédération des femmes juges du Kenya) pour faire avancer la cause des femmes. En 1999, la section kényane de la commission internationale de juristes lui décerne le prix de juriste de l'année, en même temps que la law society of Kenya (LSK) lui décerne la récompense pour la diligence raisonnable des avocats.